# Embajada de Alemania en el Reino Unido
La Embajada de Alemania en el Reino Unido ubicada en Londres es sede de la misión diplomática de Alemania con el Reino Unido.
La embajada se encuentra en la plaza Belgrave, en Belgravia. Ocupa tres de las casas adosadas originales en la plaza Belgrave y una extensión de finales del siglo XX.

## Historia

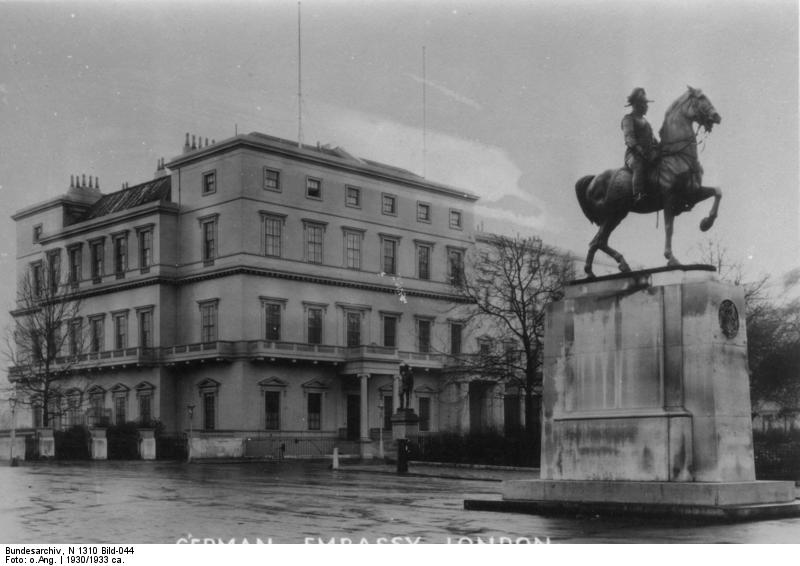
La embajada alemana, c. 1930.

El Cónsul General de Prusia fue alojado en el Carlton House   en la llamada Casa de Prusia. Después de la Segunda Guerra Mundial, la Casa de Prusia fue requisada como propiedad enemiga y la República Federal de Alemania trasladó sus operaciones consulares y diplomáticas a la plaza Belgrave , que todavía operaba como consulado general. El consulado se convirtió en una embajada completamente funcional en junio de 1951, y la RFA alquiló el edificio por 99 años en 1953. 
En la década de 1970, el espacio de oficinas en la embajada era escaso, por lo que se erigió una extensión en Chesham Place, inaugurado en 1978. Ganó el premio del Ayuntamiento de Westminster por arquitectura. 
En 1990, después de la Reunificación alemana, el edificio de la embajada de Alemania Oriental en plaza Belgrave 34 se convirtió en parte de la embajada alemana. 

## Enviados de los Estados alemanes

### Sajonia
- 1701-1703: Balthasar Heinrich von Nischwitz
- 1714-1718: Georg Sigismund Nostitz
- Karl Georg Friedrich von Flemming (1705-1767)

### Hannover
- 1702: Ernst August von Platen-Hallermund

### Holstein-Gottorp
- 1713-1714: Gerhard Nath (1666-1740)
- 1714-1719: Hermann von Petkum

### Electorado del Palatinado
- 1715-1716: Franz Ludwig Viktor Effern

### Kurtrier
- 1715: Hermann Beveren

### Baviera[4][5]
1692: Apertura de la misión diplomática 
- 17??-1739: Johann Franz von Haslang
- 1739-1783: Joseph Franz Xaver von Haslang (ca. 1700-1783)
- 1783-1803: Siegmund von Haslang (1740-1803)
- 1800-180: Franz Gabriel von Bray (1765-1832)

1804-1814: Interrupción de las relaciones diplomáticas, debido a la alianza con Francia durante las Guerras napoleónicas
- 1814-1822: Christian Hubert Pfeffel von Kriegelstein (1765-1834)
- 1822-1833: August Baron de Cetto (1794-1879)
- 1833-1835: Franz Oliver von Jenison-Walworth (1787-1867)
- 1835-1867: August Baron de Cetto (1794-1879)
- 1868-1871: Ferdinand von Hompesch-Bollheim (1824–1913)

1871: Cierre de la legación 
- 1604 Hans von Bodeck (1582-1658)
- 1651-1655: ????
- 1655-16??: Johann Friedrich Schlezer (1610-1673)

- 1671-1675: Lorenz Georg von Krockow (1638-1702)
- 1675-1678: Otto von Schwerin (1645–1705)
- 1678-1682: ????
- 1682-1685: Pierre de Falaiseau (1649-1726)
- 1685-1686: Johann von Besser (1654-1729)
- 16??-16??: Wolfgang von Schmettau (1648-1711)
- 16??-1688: Samuel von Schmettau (1657-1709)
- 1688-1697: Thomas Ernst von Danckelmann (1638–1709)
- 1697–1698: Friedrich Bogislaw Dobrženský von Dobrženitz (k. A.)
- 1698-1699: Christoph I. zu Dohna-Schlodien (1665-1733)
- 1700-1700: David Ancillon el Joven (1670-1723)

### Enviados extraordinarios dePrusia[6]
- 1707-1710: Ezechiel von Spanheim (1629-1710)
- 1711-1712: Johann August Marschall von Bieberstein (1672-1736)
- 1712-1719: Ludwig-Friedrich Bonnet de Saint-Germain (1670-1761)
- 1719-1726: Johann Christoph Julius Ernst von Wallenrodt (1670-1727)
- 1726-1730: Benjamin Friedrich von Reichenbach (1697–1750)
- 1730-1733: Christoph Martin von Degenfeld-Schonburg (1689-1762)
- 1733-1737: Caspar Wilhelm von Borcke (1704-1747)
- 1737-1742: ????
- 1742-1744: Conde Karl Wilhelm Finck von Finckenstein (1714-1800)
- 1744-1748: ????
- 1748-1750: Joachim Wilhelm von Klinggräff (1692-1757)
- 1750-1758: Abraham Louis Michell, Geschäftsträger (1712-1782)
- 1758-1760: Dodo Heinrich zu Innhausen und Knyphausen (1729-1789)
- 1760-1764: Abraham Louis Michell (1712-1782)
- 1764-1766: ????
- 1766-1780: Joachim Carl von Maltzan (1733-1817)
- 1780-1788: Spiridion von Lusi (1741-1815)
- 1788-1790: Philipp Karl von Alvensleben (1745-1802)
- 1790-1792: Sigismund Ehrenreich Johann von Redern (1761-1841)
- 1792-1807: Constans Philipp Wilhelm von Jacobi-Klöst (1745-1817)
- 1807-1815: ????
- 1815-1817: Constans Philipp Wilhelm von Jacobi-Klöst (1745-1817)
- 1817-1818: Wilhelm von Humboldt (1767-1835)
- 1818-1821: Vacante
- 1821-1824: Heinrich von Werther (1772-1859)
- 1824-1827: Bogislaw von Maltzan (1793-1833)
- 1827-1841: Heinrich von Bülow (1791-1845)
- 1841-1854: Christian Charles Josias Bunsen (1791-1860)
- 1854-1861: Albrecht von Bernstorff (1809-1873)
- 1861-1862: Vacante
- 1862-1873: Albrecht von Bernstorff (1809-1873)

## Embajadores de Alemania

### Confederación Alemana del Norte(1867-1871)
- Albrecht von Bernstorff

### Imperio alemán(1871-1918)
1. Albrecht von Bernstorff (1871-1873)
2. Georg Herbert zu Münster (1873-1885)
3. Paul von Hatzfeldt (1885-1901)
4. Paul Wolff Metternich (1901-1912)
5. Adolf Marschall von Bieberstein (1912)
6. Karl Max, Príncipe Lichnowsky (1912-1914)

Relaciones diplomáticas interrumpidas debido a la Primera Guerra Mundial

### República de Weimar(1919-1933)
1. Friedrich Sthamer (1920-1930) (encargado de negocios de 1919)
2. Konstantin von Neurath (1930-1932)
3. Leopold von Hoesch (1932-1933)

### Tercer Reich(1933-1945)
1. Leopold von Hoesch (1933-1936)
2. Joachim von Ribbentrop (1936-1938)
3. Herbert von Dirksen (1938-1939)

Relaciones diplomáticas interrumpidas debido a la Segunda Guerra Mundial

### República Democrática Alemana(1949-1990)
- Kurt Wolf (1959-1963)
- Jost Prescher (1963-1965)
- Erich Rennstein (1965-1967)
- Butters Dieter (1967-1971)
- Erich Albrecht (1971)
- Karl Heinz Kern (1971-1980)
- Gerhard Lindner (1984-???? )
- Joachim Mitdank (1989-1990)

### República Federal de Alemania(desde 1949)
1. Hans Schlange-Schöningen (1950-1955)
2. Hans Heinrich Herwarth von Bittenfeld (1955-1961)
3. Hasso von Etzdorf (1961-1965)
4. Herbert Blankenhorn (1965-1970)
5. Karl-Günther von Hase (1970-1977)
6. Hans Helmut Ruethe (1977-1980)
7. Jürgen Ruhfus (1980-1983)
8. Rüdiger von Wechmar (1985-1989)
9. Hermann von Richthofen (1989-1993)
10. Peter Hartmann (1993-1995)
11. Jürgen Oesterhelt (1995-1997)
12. Gebhardt von Moltke (1997-1999)
13. Hans-Friedrich von Ploetz (1999-2002)
14. Thomas Matussek (2002-2006)
15. Wolfgang Ischinger (2006-2008)
16. Georg Boomgaarden (2008-2014)
17. Peter Ammon (2014-2018)
18. Peter Wittig (2018-presente)

## Galería

Escudo de armas de las misiones extranjeras alemanas
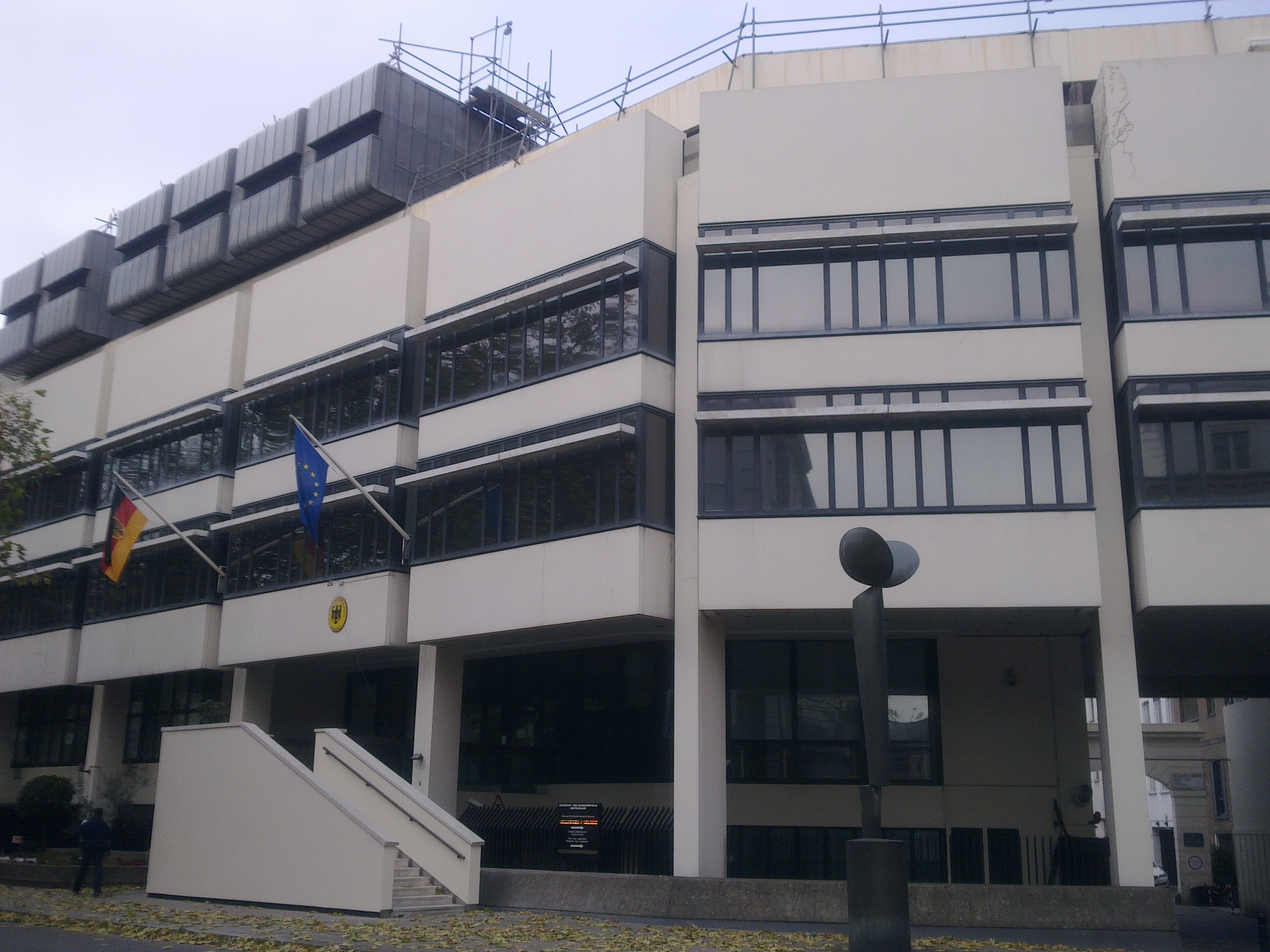
La embajada vista desde Chesham Place
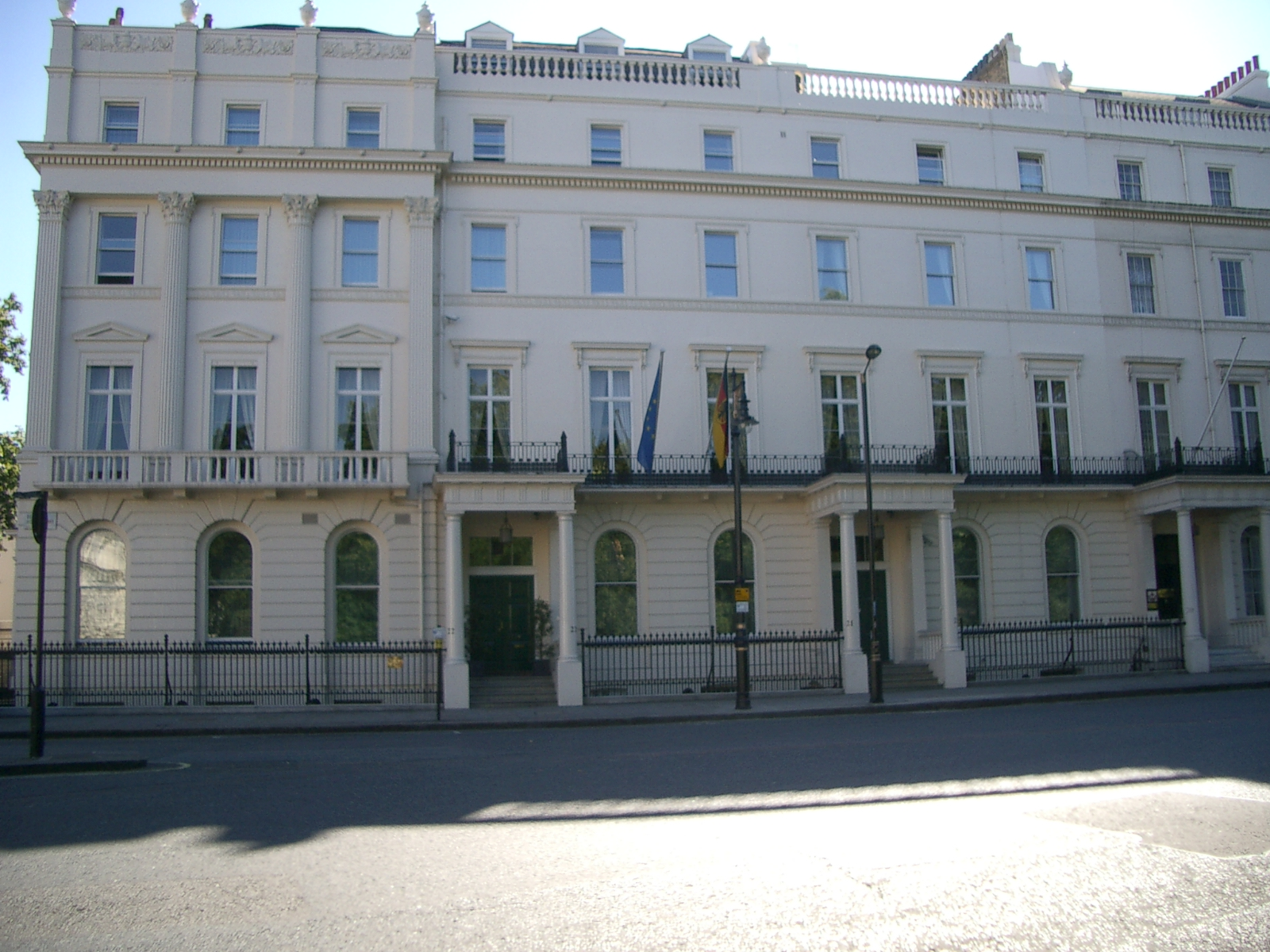
La residencia en la plaza Belgrave
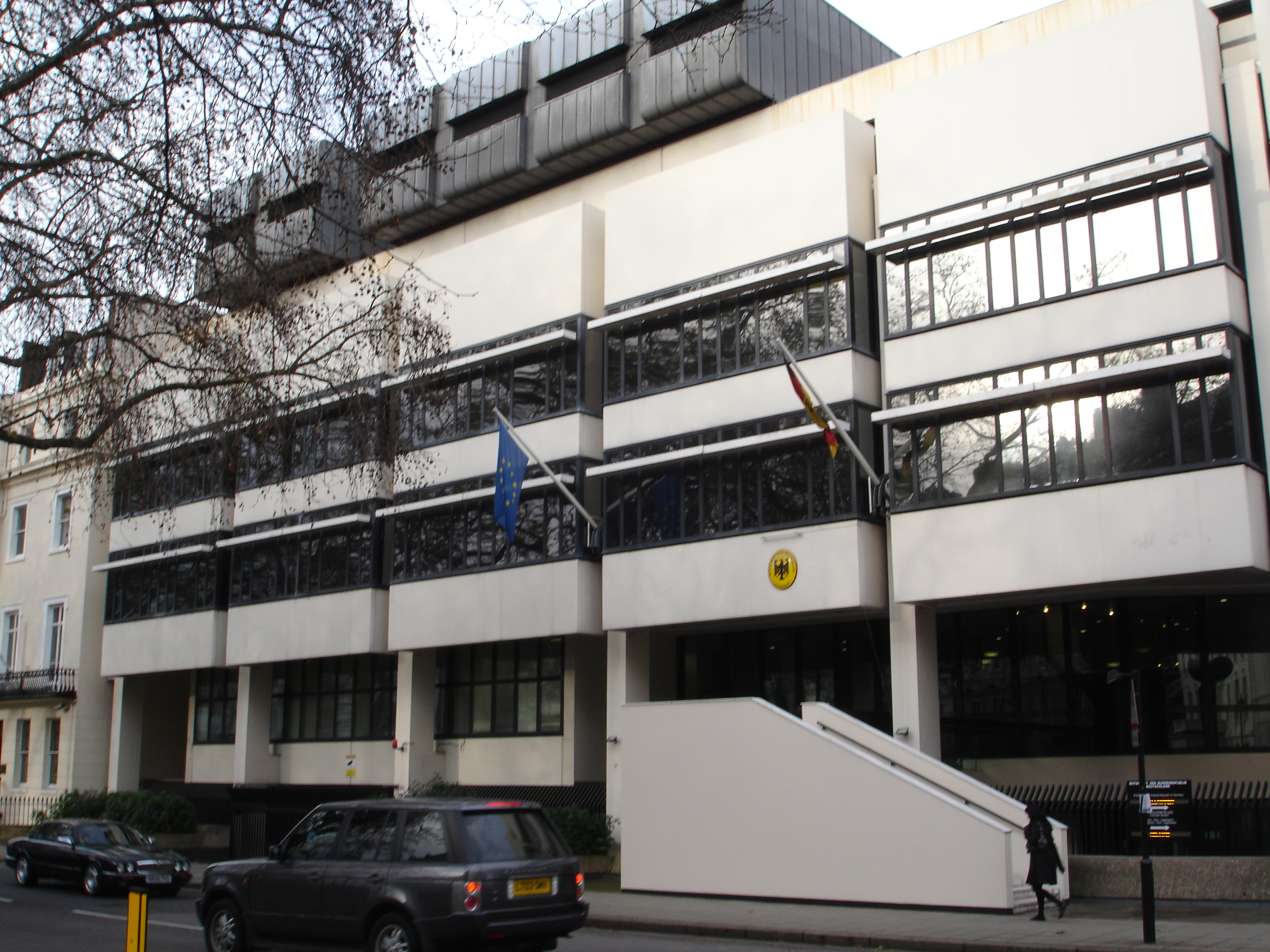
La cancillería a la vuelta de la esquina en Chesham Place